# 小行星3034
小行星3034（3034 Climenhaga）是一颗绕太阳运转的小行星，为主小行星带小行星。该小行星于1917年9月24日发现。
該小行星以加拿大天文學家約翰·L·克萊門哈加（John L. Climenhaga）命名。

## 轨道参数
小行星3034的轨道半长轴为2.3243579 UA，离心率为0.210。